# سیارک ۴۰۹۹۴
سیارک ۴۰۹۹۴ (به انگلیسی: 40994 Tekaridake، نامگذاری:1999UZ2) چهل هزار و نهصد و نود و چهارمین سیارک کشف شده‌است که در ۲۰ اکتبر ۱۹۹۹ کشف شد.